# Permanent Waves
Permanent Waves is het zevende album van Rush, uitgebracht in 1980 door Anthem Records en Mercury Records. In 1997 werd het heruitgebracht. Er werd op dit album gekozen voor iets toegankelijkere nummers waardoor de nummers vanop Permanent Waves meer airplay kregen.
Het meest epische nummer, hoewel Rush enigszins hiervan begon af te stappen, op dit album was "Natural Science".

## Nummers
1. The Spirit of Radio – 4:56
2. Freewill – 5:21
3. Jacob's Ladder – 7:26
4. Entre Nous – 4:36
5. Different Strings – 3:48
6. Natural Science – 9:17
  - Tide Pools – 2:21
  - Hyperspace – 2:47
  - Permanent Waves – 4:08

## Artiesten
- Geddy Lee - zang, bas
- Alex Lifeson - gitaar
- Neil Peart - drums